# 消滅以色列國
消滅以色列國是一些个人、政治实体以及阿拉伯世界、穆斯林世界、巴勒斯坦民族主義人士或左派人士的立場，他們除了主张要消灭以色列，還寻求通过军事行动或其他手段消灭以色列。 
在以色列建国前夕，阿拉伯国家联盟領導人阿卜杜勒·拉赫曼·哈桑·阿扎姆就表示，一旦犹太人在巴勒斯坦建立国家，他們就要发动一场“灭绝战争”。 1967年第三次中东战争之前，几乎所有的阿拉伯国家都支持消灭以色列。 当今，包括阿里·哈梅内伊和马哈茂德·艾哈迈迪内贾德等在內的伊朗政治人物、 哈马斯和巴勒斯坦伊斯兰圣战运动等巴勒斯坦伊斯兰主义组织以及真主黨、胡塞武裝、基地组织依然主张消滅以色列。 